# Tony Woodcock (Rugbyspieler)
Tony Dale Woodcock MNZM (* 27. Januar 1981 in Helensville, Neuseeland) ist ein Rugby-Union-Spieler, der für North Harbour im Air New Zealand Cup und für die Blues in der Super 14 spielt. Außerdem spielt er noch für die North Harbour Marist in der North Harbour Premier Competition. Seit dem Jahr 2002 spielt er für die All Blacks. Seine Position ist die des linken Pfeilers.
Woodcock hat den Ruf, so viele Rugbyspiele wie möglich zu absolvieren. Im Jahr 2005 spielte er in den ersten elf von zwölf Länderspielen der All Blacks. Von 2001 bis 2004 spielte er in jedem Spiel für North Harbour und 2002 und 2003 spielte er in jedem Spiel die vollen achtzig Minuten für North Harbour. Im Jahr 2006 erfragte und bekam er eine Befreiung vom Trainerstab der All Blacks, um eine Woche früher aus seiner Spielpause zu kommen, die er nach einer Reise mit den All Blacks bekam, damit er in North Harbours Herausforderungsspiel um den Ranfurly Shield gegen Canterbury spielen konnte, das North Harbour mit 21-17 gewann und sie zum ersten Mal in ihrer Geschichte zum Halter dieses Pokals machte.
Mit den All Blacks gewann er den Titel bei der Heim-WM 2011. Im Finale gegen Frankreich gelang ihm der einzige Versuch des Spiels. Bei der WM 2015 zog er sich in Vorrundenbegegnung gegen Namibia eine Knieverletzung zu, die für ihn das vorzeitige Aus bedeutete.